# Rechtsbindungswille
Rechtsbindungswille ist ein Begriff aus der Rechtsgeschäftslehre des Bürgerlichen Gesetzbuchs. Der Rechtsbindungswille ist der Wille, sich durch eine Erklärung rechtlich zu binden. Er ist nicht vorhanden bei der invitatio ad offerendum, der Eingehung sog. Gefälligkeitsverhältnisse oder bei der Erteilung von Auskünften und Ratschlägen.
Das Verhältnis des Rechtsbindungswillens zum Erklärungsbewusstsein ist unklar. Häufig sieht man den Rechtsbindungswillen als vom Geschäftswillen umschlossen an. Die Rechtsprechung scheint Geschäftswille und Rechtsbindungswille gleichzusetzen. Andere betonen, dass Erklärungsbewusstsein und Rechtsbindungswille zusammenhingen. Zum Teil wird der Rechtsbindungswille als Element beider Tatbestände eingeordnet.
Um festzustellen, ob ein Rechtsbindungswille des Erklärenden vorliegt, ist ein objektiver Maßstab anzulegen. Indizien sind insbesondere die Art des Geschäftes, sein Grund und Zweck bzw. seine wirtschaftliche und rechtliche Bedeutung. Entscheidend ist, ob der Rechtsverkehr das Verhalten des Erklärenden nach §§ 133, 157 BGB als rechtlich verbindliche Erklärung auffassen bzw. der Erklärende dies erkennen und vermeiden konnte (sog. objektiver Empfängerhorizont).